# ГЕС-ГАЕС Байшань
ГЕС-ГАЕС Байшань (кит.: 白山水电站) — гідроелектростанція на північному сході Китаю у провінції Цзілінь. Знаходячись перед ГЕС Hóngshí, становить верхній ступінь каскаду на річці Сунгарі (велика права притока Амуру). При цьому вище по сточищу на витоках Сунгарі працюють власні каскади, до яких зокрема відносяться ГЕС Шілонг та ГЕС Liǎngjiāng.
У межах проєкту річку перекрили бетонною арково-гравітаційною греблею висотою 150 метрів, довжиною 677 метрів та шириною від 9 (по гребеню) до 62 (по основі) метрів, яка потребувала 1877 тис. м3 матеріалу. Вона утримує водосховище з об'ємом 5921 млн м3 та припустимим коливанням рівня поверхні в операційному режимі між позначками 380 та 413 метрів НРМ (під час повені рівень може зростати до 420,1 метра НРМ).
Два пригреблеві машинні зали (підземний правобережний та наземний лівобережний) у 1983—1992 роках обладнали п'ятьма турбінами типу Френсіс потужністю по 300 МВт, які використовують напір від 86 до 126 метрів (номінальний напір 112 метрів) та забезпечують виробництво 2037 млн кВт·год електроенергії на рік.
У 2005—2006 роках стали до ладу дві оборотні турбіни потужністю по 150 МВт, які надали станції можливість виконувати функцію гідроакумулювання. Вони мають проєктний річний виробіток на рівні 481 млн кВт·год електроенергії при споживанні для закачування 624 млн кВт·год.
Видача продукції відбувається по ЛЕП, розрахованій на роботу під напругою 220 кВ.